# 张军 (外交官)
张军（1960年8月15日—），中华人民共和国政治人物、外交官，現任博鳌亚洲论坛秘书长（第4任）。2019年至2024年担任中国常驻联合国代表。

## 生平
1984年，任外交部国际司科员。1986年，在外交学院进修。1988年，任外交部办公厅随员。1990年，任常驻联合国代表团三秘、二秘。1994年，任外交部国际司二秘、副处长、处长。1996年，在英国赫尔大学进修。1999年，任外交部国际司处长、参赞。2000年，挂职任浙江省宁波市经济技术开发区管委会副主任。
2002年，任外交部国际司副司长。2004年，转任國務院辦公廳，担任国务委员唐家璇秘書。2008年4月，出任中华人民共和国驻荷兰大使兼常驻禁止化学武器组织代表。
2012年，任外交部国际经济司司长。2018年，任外交部部長助理，負責由原副部長李保東負責的分管国际组织和会议、国际经济、军控事务。2019年7月，與馬朝旭對調職務，出任中國常駐聯合國代表。
2021年5月3日，张军大使说，中方支持缅甸各党各派在宪法和法律框架下，通过对话寻找政治解决分歧的路径，继续推进缅民主转型。
2024年3月，张军卸任常驻联合国代表一职。
2024年4月，接替李保東任博鳌亚洲论坛第4任秘书长。

## 家庭
已婚，育有一女。